# Los troperos
Los troperos è un lungometraggio argentino del 1953 diretto da Juan Sires.

## Trama
La lotta dei primi coloni dell'Argentina meridionale contro i ladri e i proprietari terrieri.